# 巴尔埃尔莫索德拉丰特
巴尔埃尔莫索德拉丰特，是西班牙卡斯蒂利亚-拉曼恰昆卡省的一个市镇。总面积32平方公里，总人口49人（2001年），人口密度2人/平方公里。